# Хере, Лукас де
Лукас де Хере, Лукас де Хеере (нидерл. Lucas de Heere; 1534, Гент — 29 августа 1584, Париж) — фламандский живописец и поэт эпохи Северного Возрождения. Много путешествовал, работал при французском и английском дворах. Писал портреты и алтарные картины, сочинял стихотворные оды. Его книги с изображениями костюмов и портреты являются ценным иконографическим источником.

## Биография
Лукас де Хере родился в Генте в семье протестантского вероисповедания, он был вторым сыном скульптора Яна де Хере и художницы-миниатюристки Анны Смейтерс. Живописи его обучал отец. Лукас также учился в Антверпене у фламандского живописца и рисовальщика Франса Флориса. В последующие годы он приобрел популярность в Генте как художник и поэт, его покровителем был Адольф Бургундский. Лукас женился на Элеоноре, дочери Питера Карбонье, который был мэром и управляющим зеландского города Вир. Лукас де Хере, вопреки правилам гильдии, основал в Генте школу живописи. Одним из его учеников был Карел ван Мандер, другими — Ливен ван дер Шелден и, вероятно, также Герардс Маркус Младший.
Во время голландского восстания против Филиппа II Испанского в 1566 году, художник эмигрировал во Францию, где Екатерина Медичи наняла его для создания картонов для шпалер. Затем, в 1568 году, Лукас, опасаясь ареста и официальной ссылки по распоряжению герцога Альбы, бежал в Англию, где стал старейшиной голландской реформатской общины в Лондоне при церкви Остин Фрайарс. В 1570 году Эдвард Клинтон, 1-й граф Линкольн нанял его для росписи галереи с изображениями одежды и костюмов различных народов. В 1576 году художник вернулся в родной Гент, но снова был вынужден покинуть город в 1584 году, когда Гент сдался испанским войскам Габсбургов. Позднее примирился с реальностью. Он подготовил оформление прибытия в Гент герцога Анжуйского, который впоследствии стал графом Фландрии. В этот период он также создал несколько фресок для Вильгельма Оранского, первого штатгальтера Голландии и Зеландии, с которым познакомился ещё в Англии.
Произведения Лукаса приобрели популярность, и художник разбогател. Портрет Кэтрин Берейн его работы хранится в Национальном музее Кардиффа. Он написал с натуры портрет Филиппа II в 1553 году, предполагается, что это та картина, которая теперь находится в Прадо.

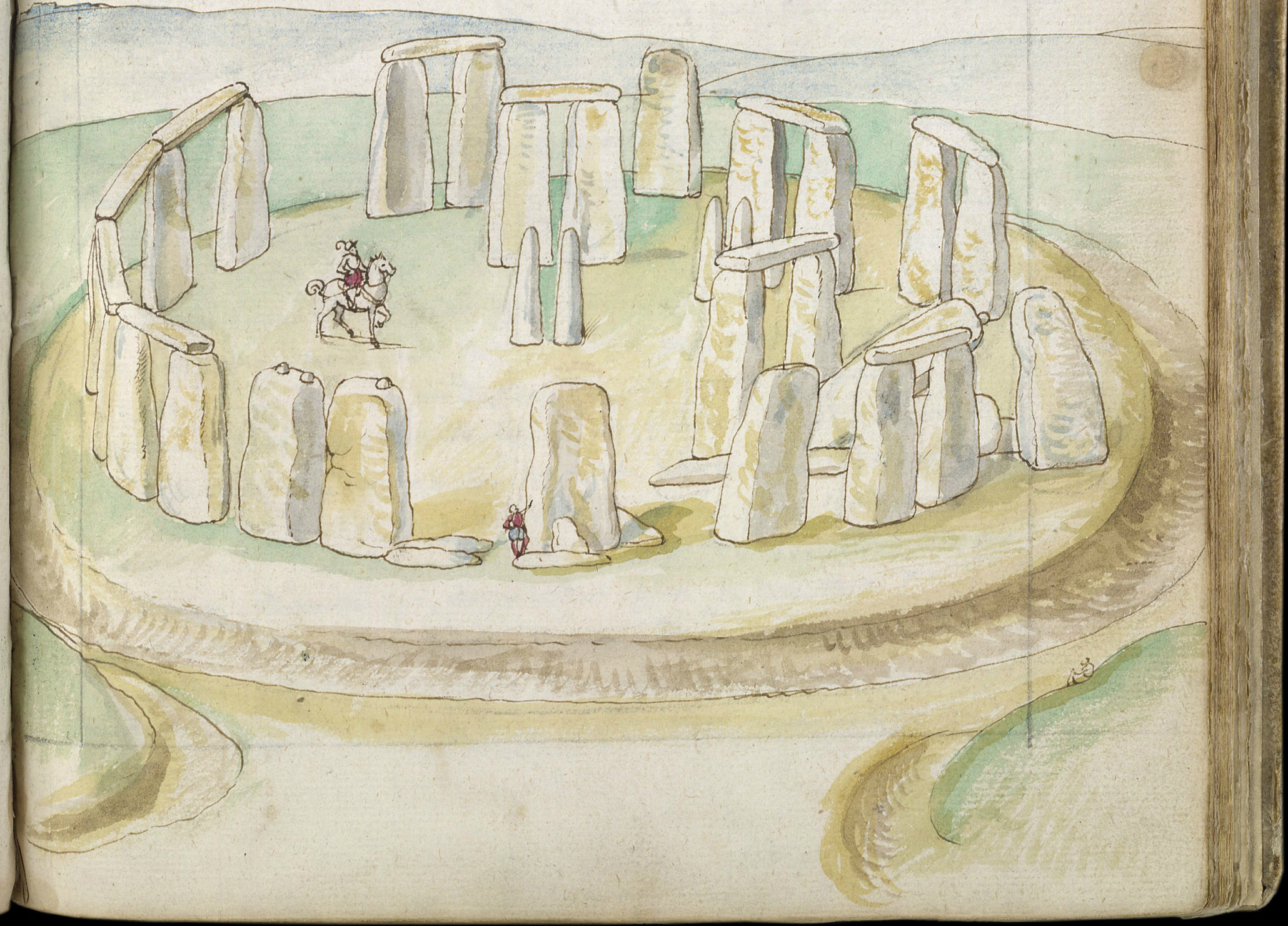
Стоунхендж. Между 1573 и 1575. Бумага, перо, кисть, тушь, акварель. Манускрипт «Описание Англии, Шотландии и Ирландии». Британская библиотека, Лондон

В 1559 году по заказу канцлера Виглиуса ван Айтты он написал картину «Царица Савская», которая была заказана для хора собора Святого Бавона в Генте. Между 1573 и 1575 годами, работая на месте, он зарисовал Стоунхендж; этот рисунок ныне находится в Британской библиотеке и является самым ранним известным изображением этого места.
Находясь в изгнании, Лукас де Хере проявил интерес к этнографии, истории и географии. Эти интересы нашли отражение в его работах «Описание Англии, Шотландии и Ирландии» (Corte beschryvinghe van Engeland Schotland ende Irland), «Описание английской истории» (Corte beschryvinghe van D’engelandsche geschiedenissen) и «Театр всех народов и наций земли» (Theatre de tous les peuples et Nations de la terre): рукопись, показывающая различные костюмы и народные обычаи. Книга костюмов представляет особую ценность, поскольку отображает восприятие того времени исторических и современных костюмов XVI века. Рукопись также имеет исключительную художественную ценность, поскольку включает 98 рисунков Лукаса де Хере. Манускрипт хранится в библиотеке Гентского университета.
В 1565 году Лукас де Хере опубликовал книгу стихотворений о знаменитых художниках и их произведениях. Его ученик Карел ван Мандер в своей «Книге о художниках» (1604) процитировал сочинённую учителем оду в честь Гентского алтаря братьев ван Эйк c подробным его описанием, произведения, положившего начало искусству Северного Возрождения в Нидерландах. В конце XVI века текст оды был помещён напротив знаменитого алтаря, и каждый, кто входил в храм, мог прочитать: «Сходитесь, любители искусства всех племён, и рассматривайте это сокровище искусства, в сравнении с которым богатейшие сокровища Креза делаются совсем незаметными, так как это дар неба, ниспосланный дорогой Фландрии. Сходитесь, говорю я, и с благоговением и пониманием рассматривайте все подробности, вы найдёте в нём море, где во все стороны разливается искусство и где каждая вещь представляется в таком чудном свете, что невольно вызывает похвалы… Но напрасно восхвалять что-либо, в особенности там, где каждая в отдельности вещь представляет собой прекраснейший драгоценный камень, ибо кажется, что всё здесь живёт и выступает из картины. Это зеркала, да, зеркала, а совсем не картины». Лукас де Хере писал и другие сонеты о выдающихся произведениях живописи своего времени, например о картине Хуго ван дер Гуса «Авигея и Давид» (картина не сохранилась).

## Галерея

Вид Гента. 1562. Дерево, масло. Университетская библиотека, Гент
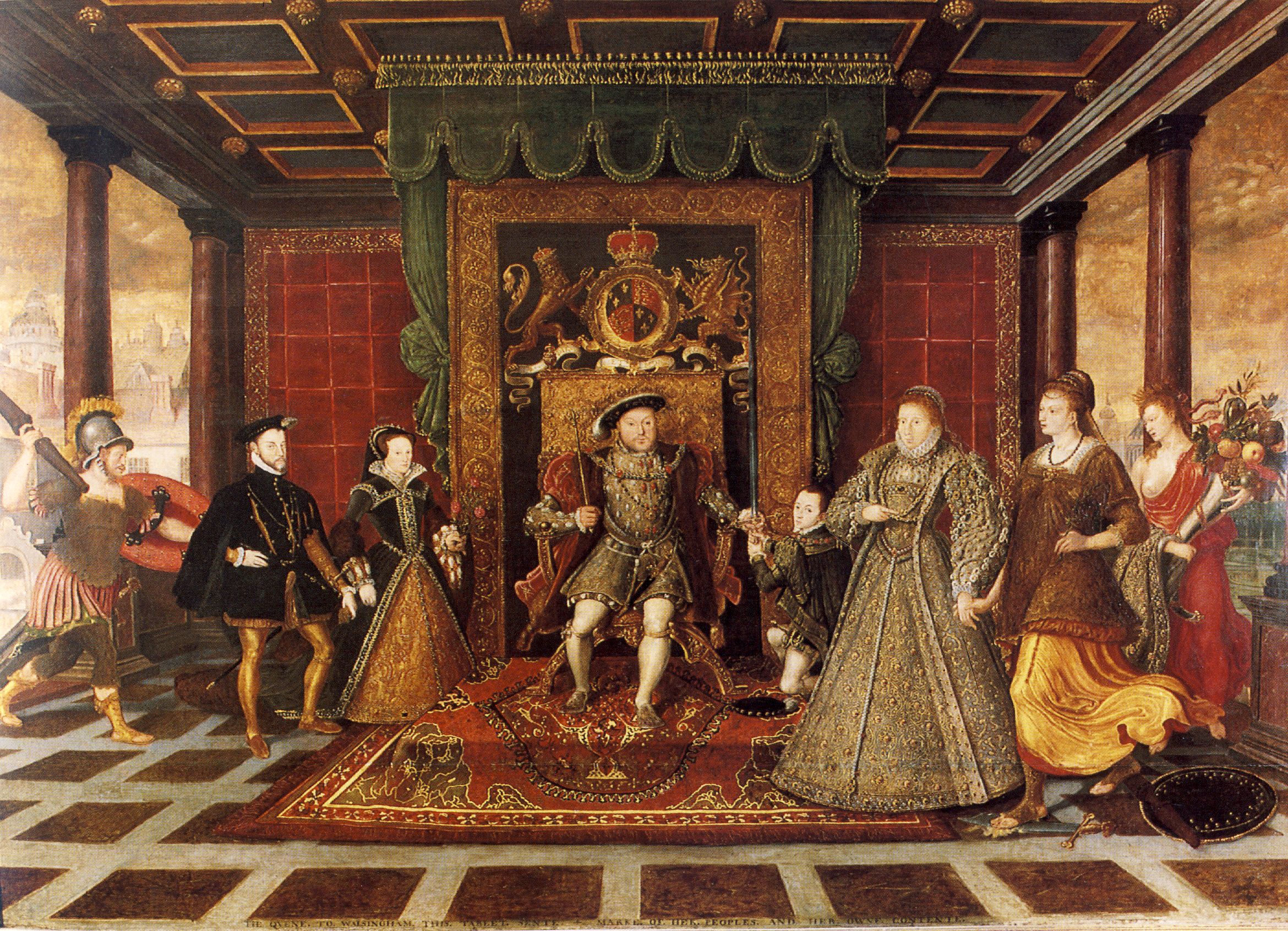
Семья Генриха VIII. Аллегория наследования Тюдоров. Ок. 1572. Дерево, масло. Национальный музей, Кардифф
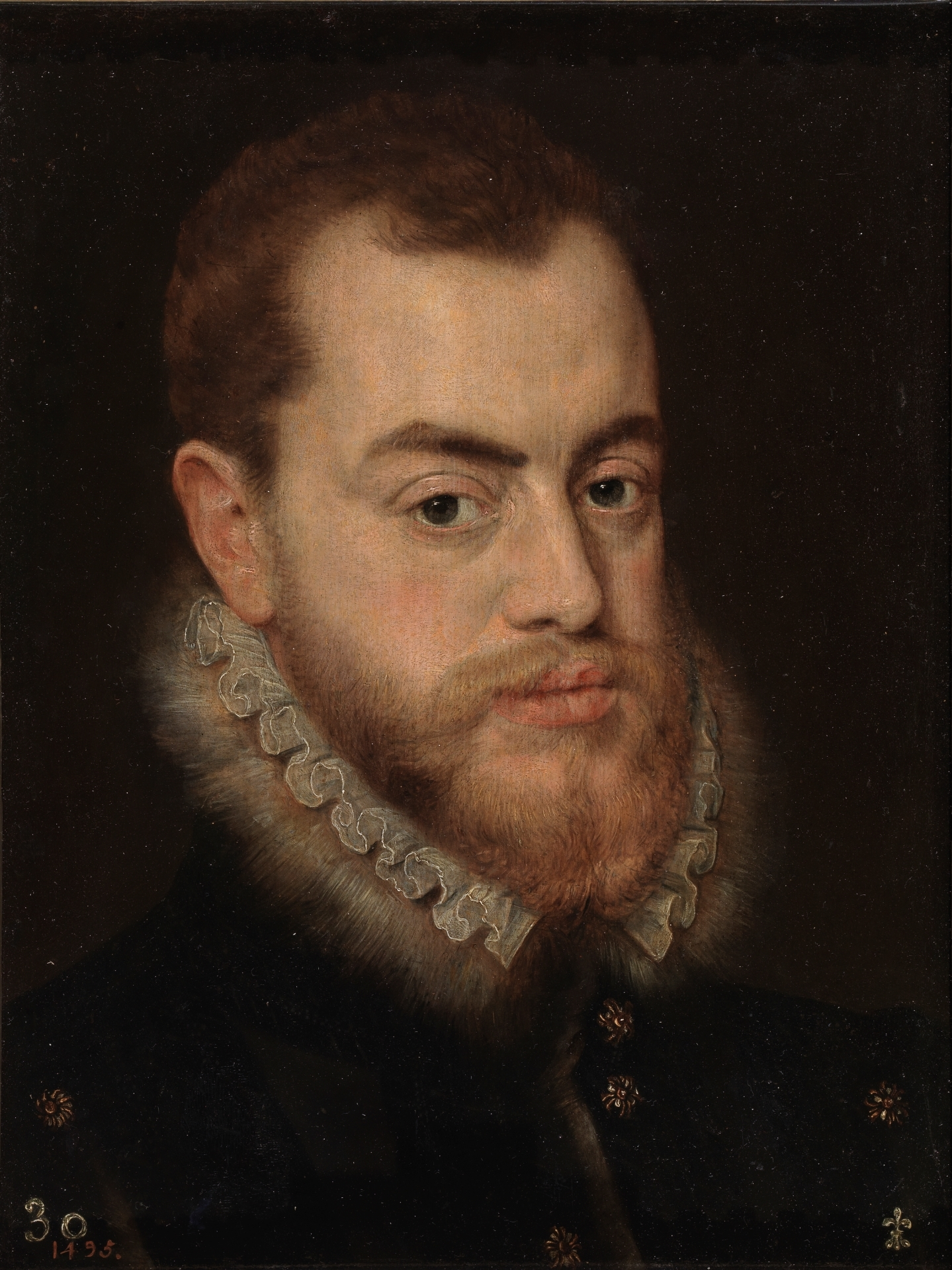
Портрет испанского короля Филиппа II, аттрибутируемый кисти де Хере. Из собрания Музея Прадо (Мадрид)
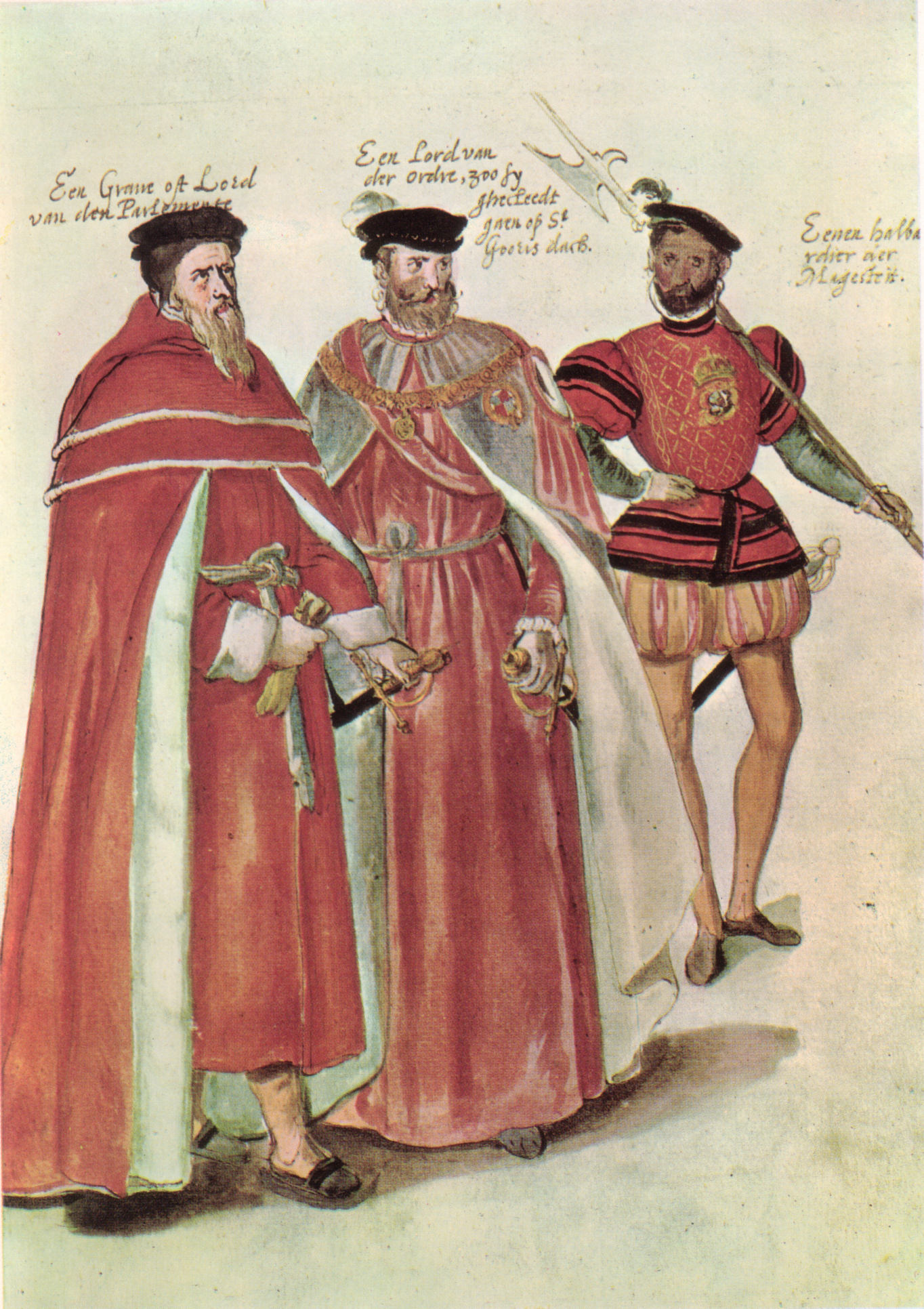
Два лорда (пэра) в церемониальном одеянии (слева — в парламентском, справа — в одежде кавалера Ордена Подвязки) и алебардщик при английском дворе
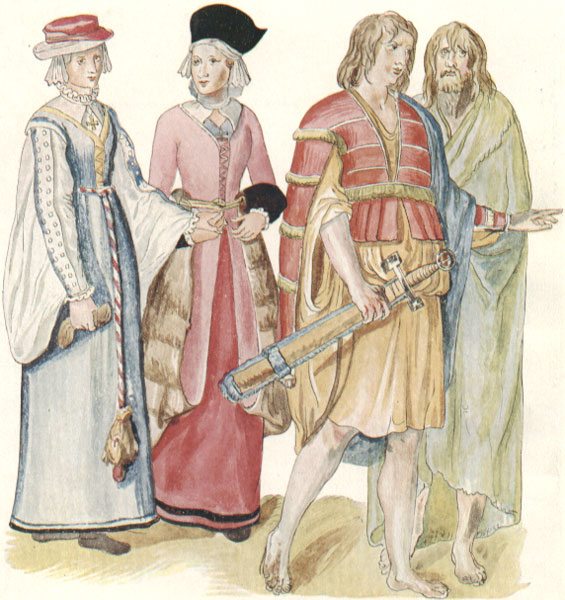
Ирландцы-гэлы в традиционной одежде
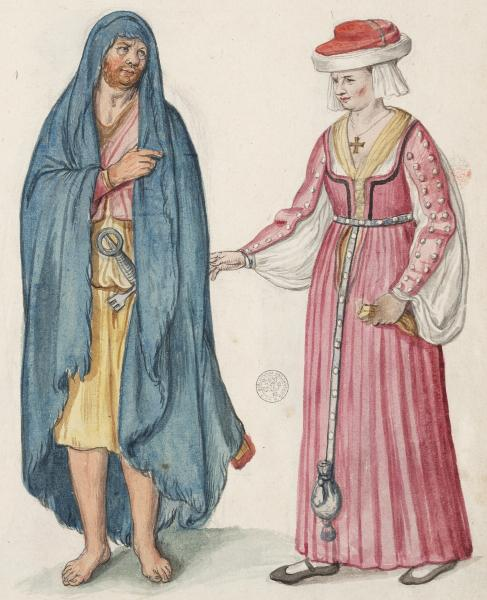
Ирландская пара в традиционной одежде
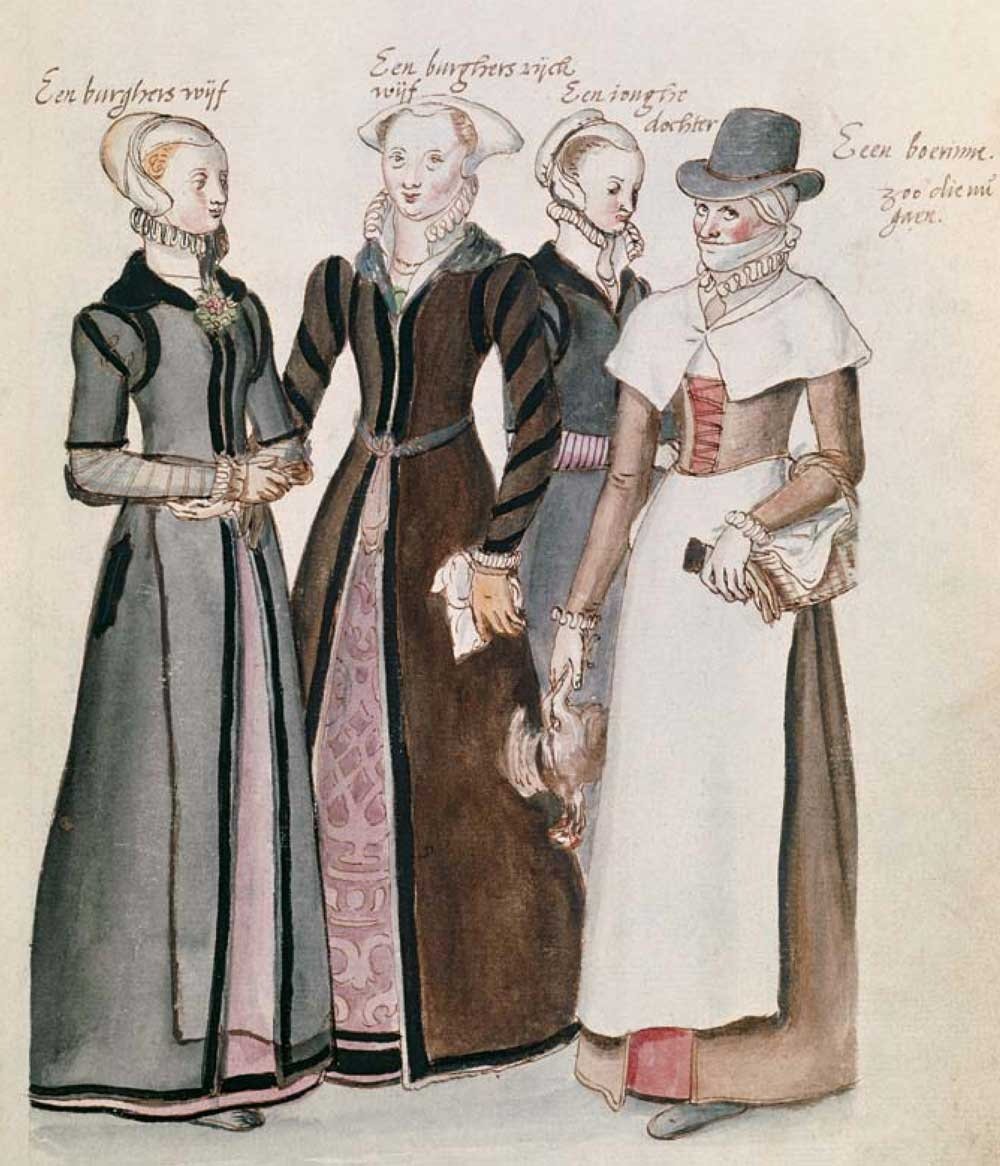
Одежда англичанок, справа налево: крестьянка, три лондонских леди
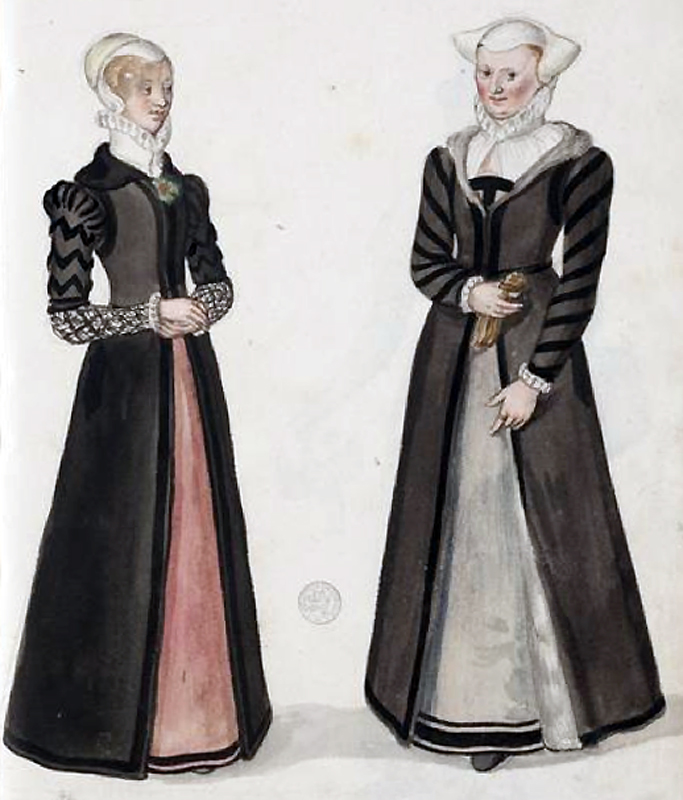
Английские мещанка и купчиха

Миниатюры де Хере из рукописи «Театр всех народов и наций земли»
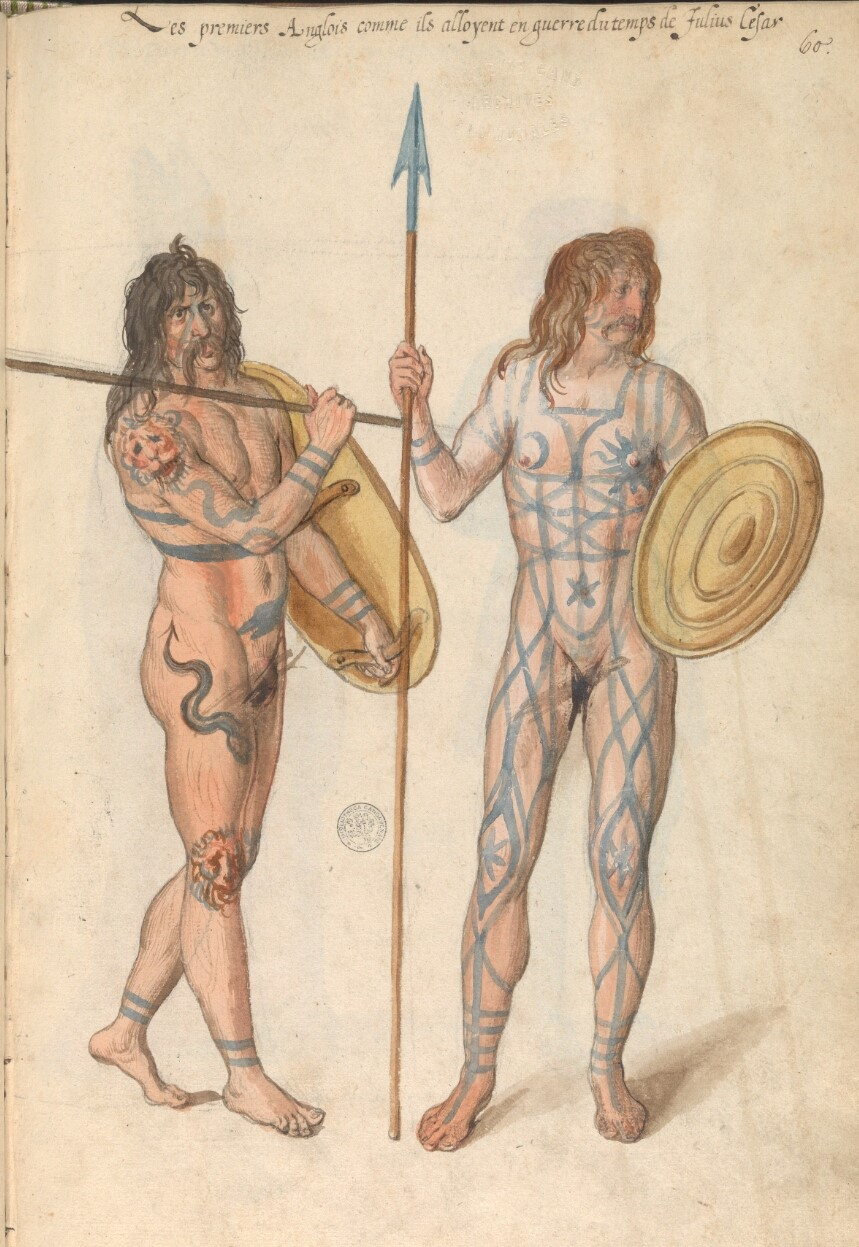
Реконструкция облика пиктов
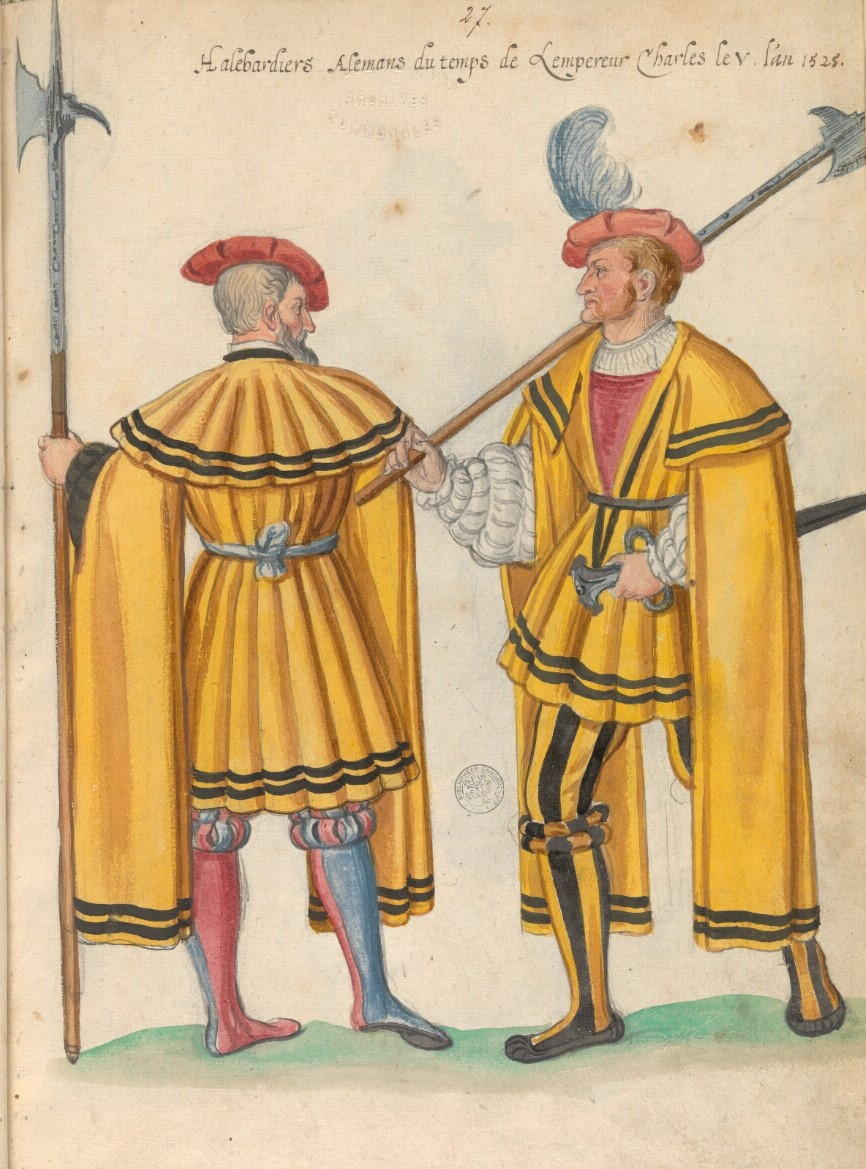
Алебардщики-гвардейцы при дворе кайзера Священной Римской империи и испанского короля Карла V
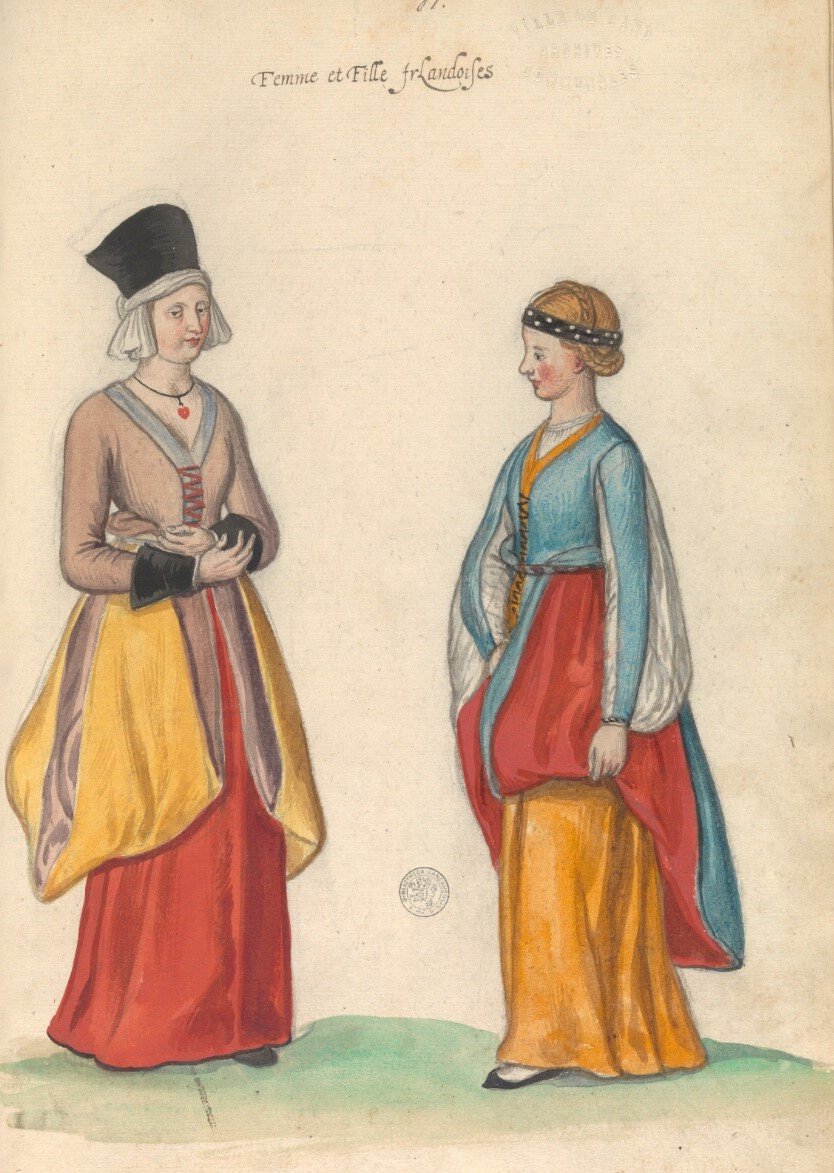
Ирландки в традиционной одежде
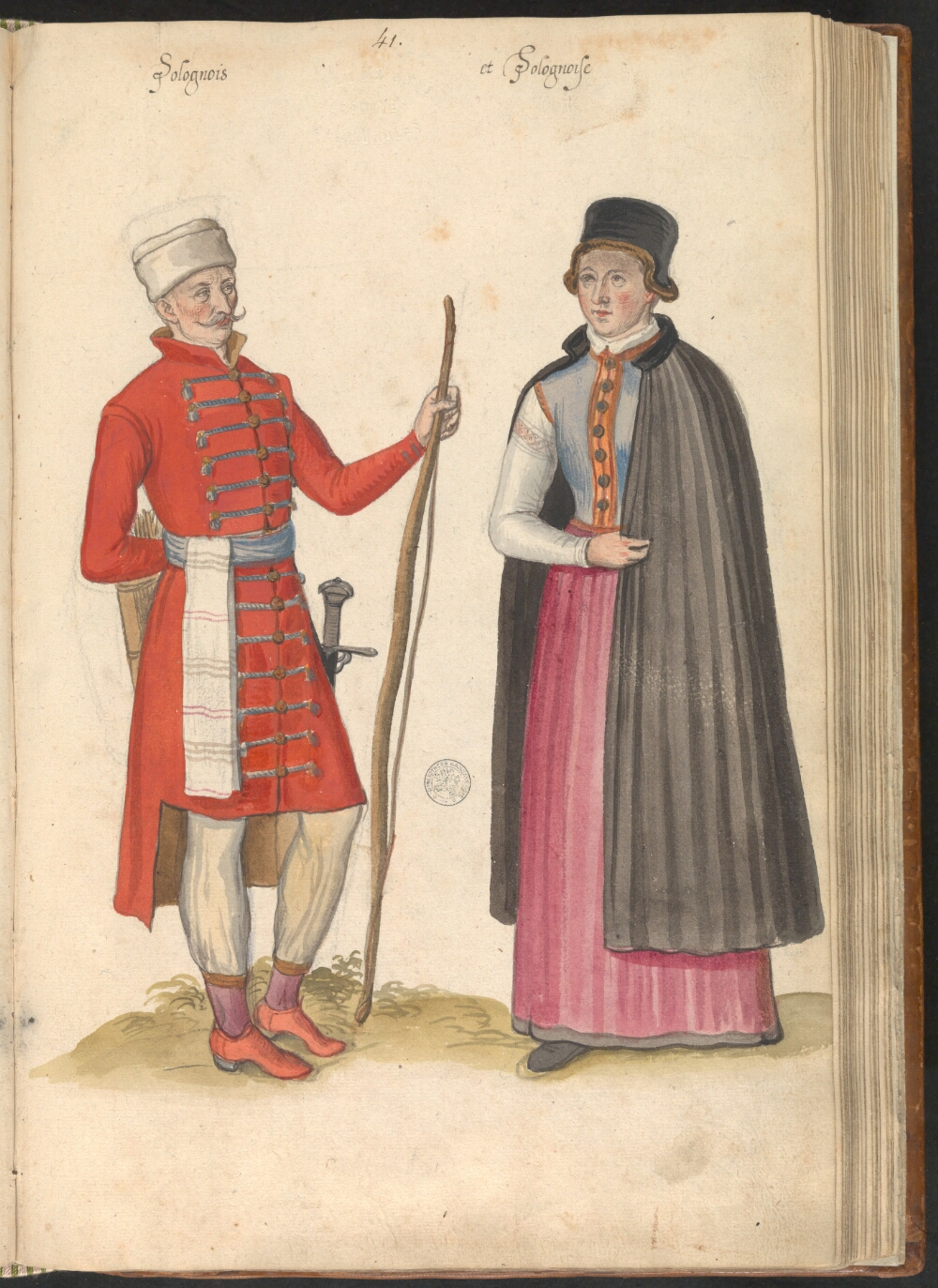
Польские шляхтич и шляхтянка
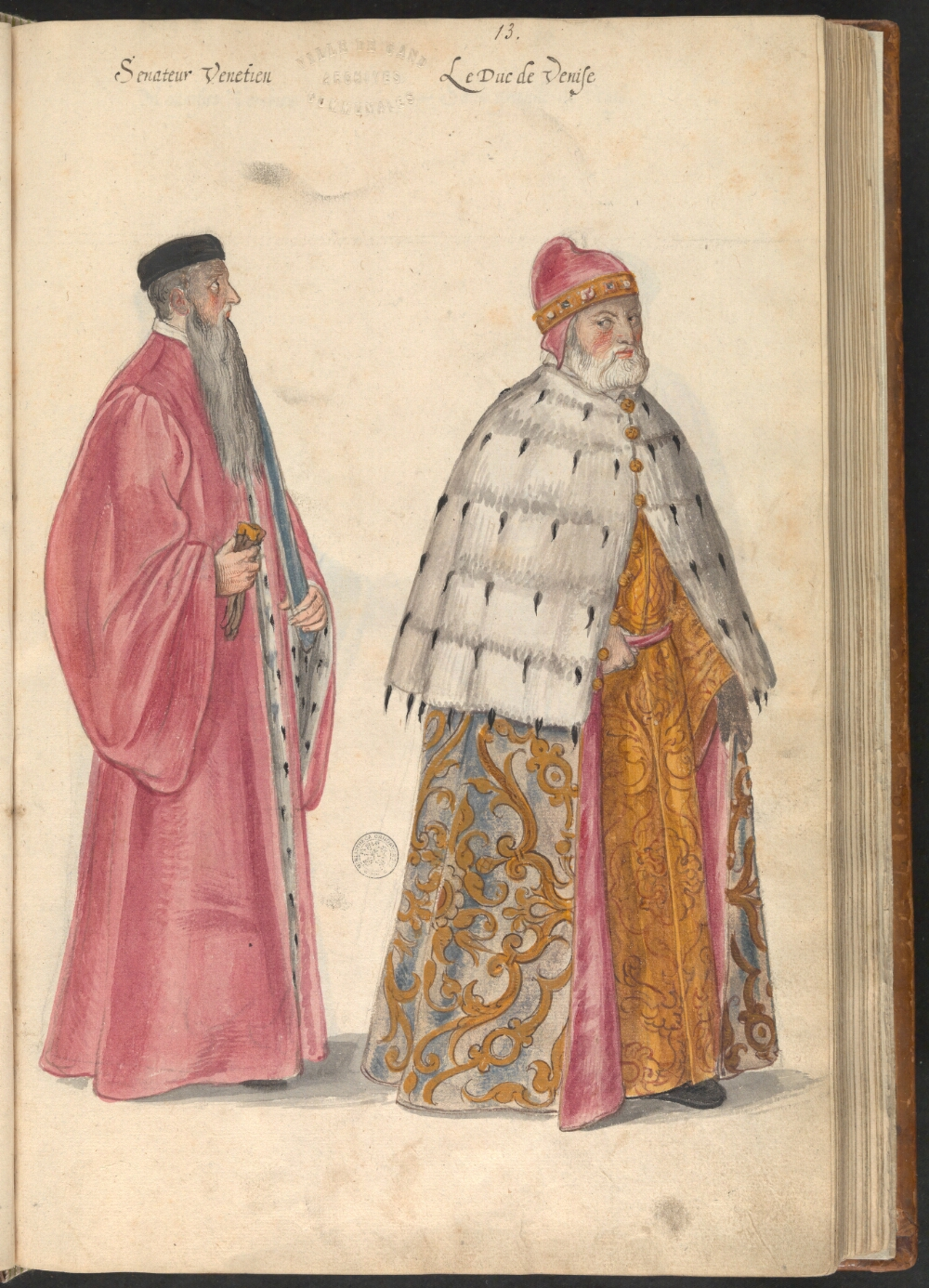
Венецианские дож (справа) и сенатор (слева)
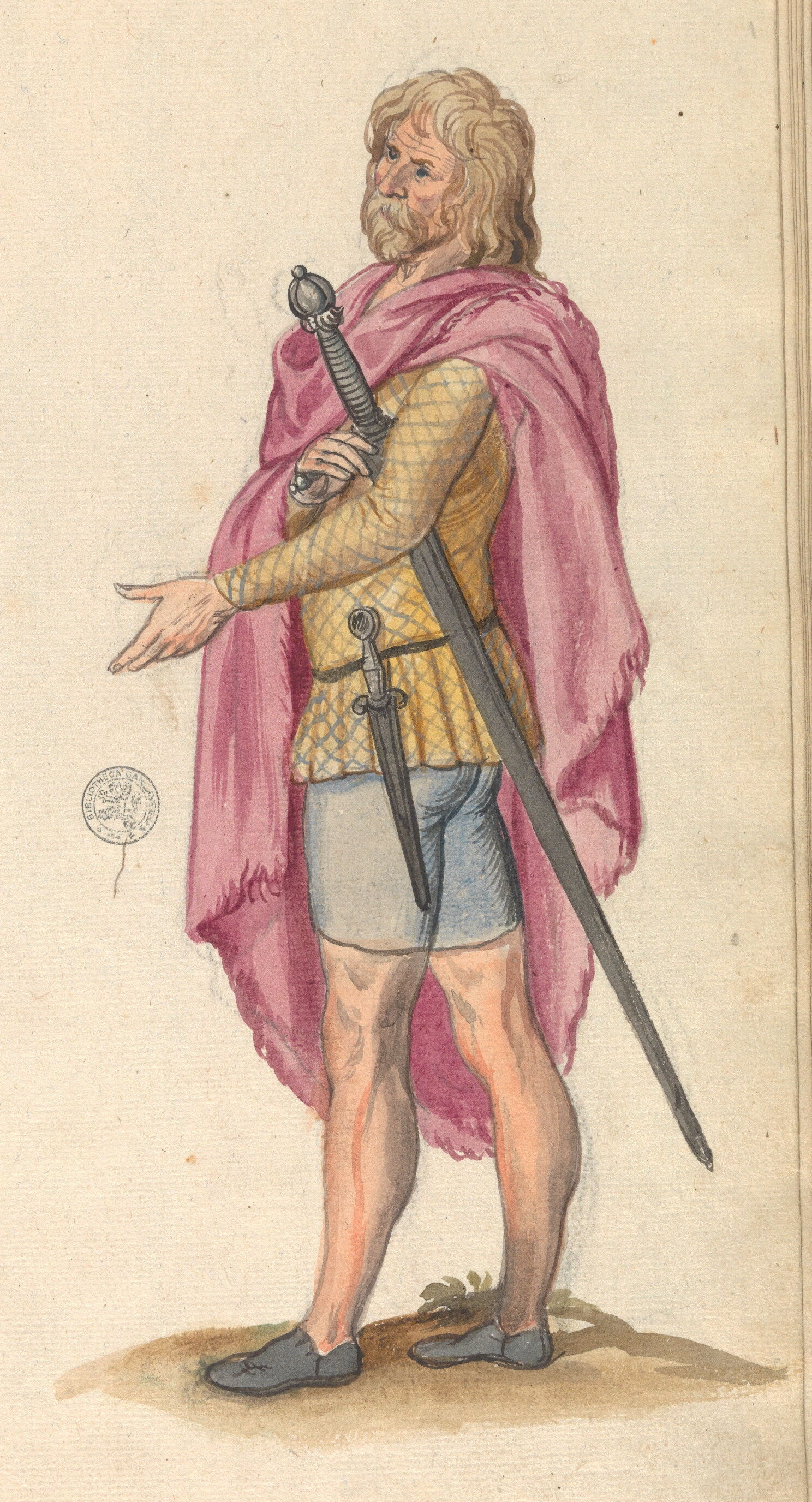
Шотландский дикарь (sic!)
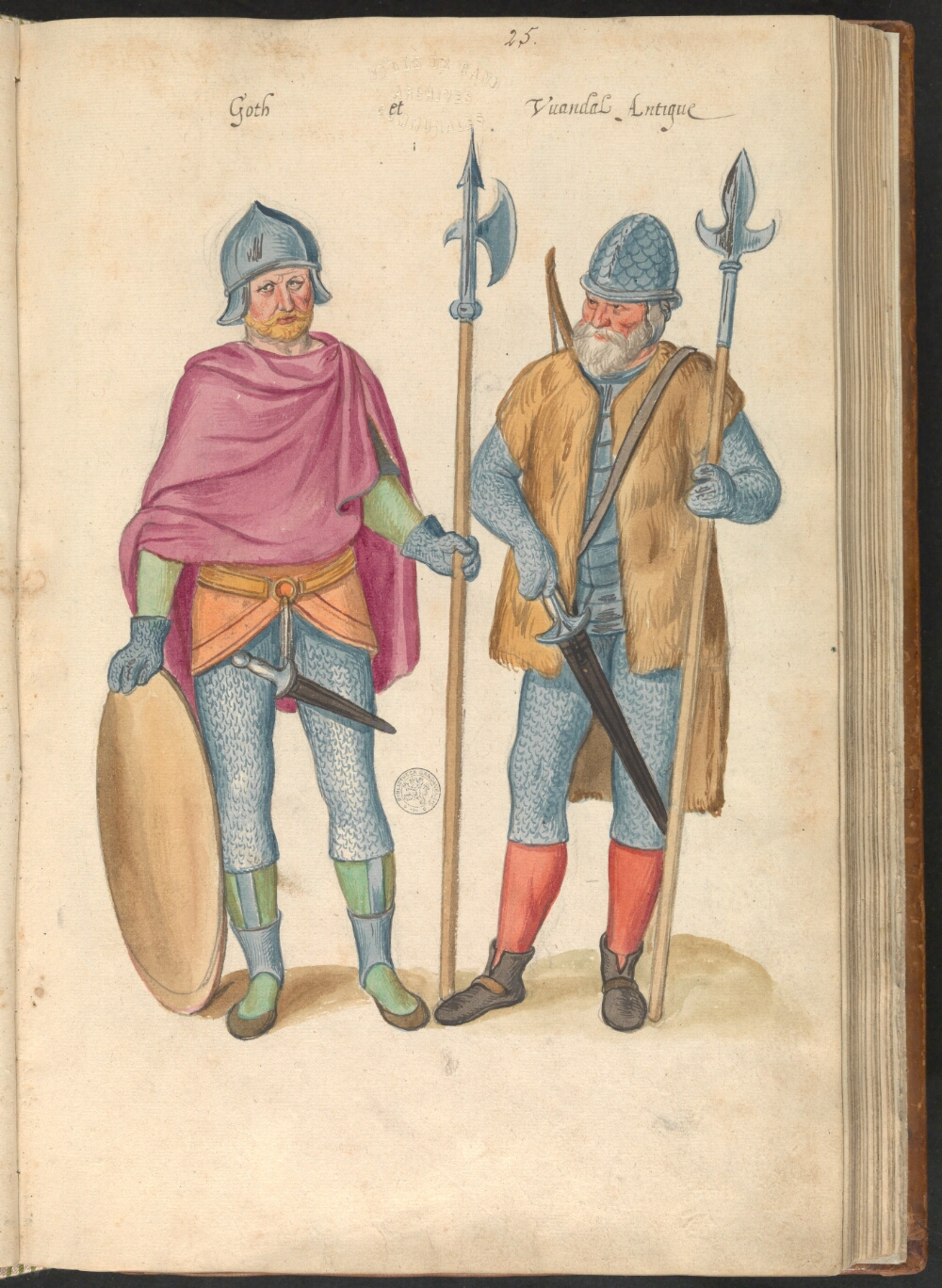
Реконструкция облика и вооружения древних германцев, слева направо: гот и вандал
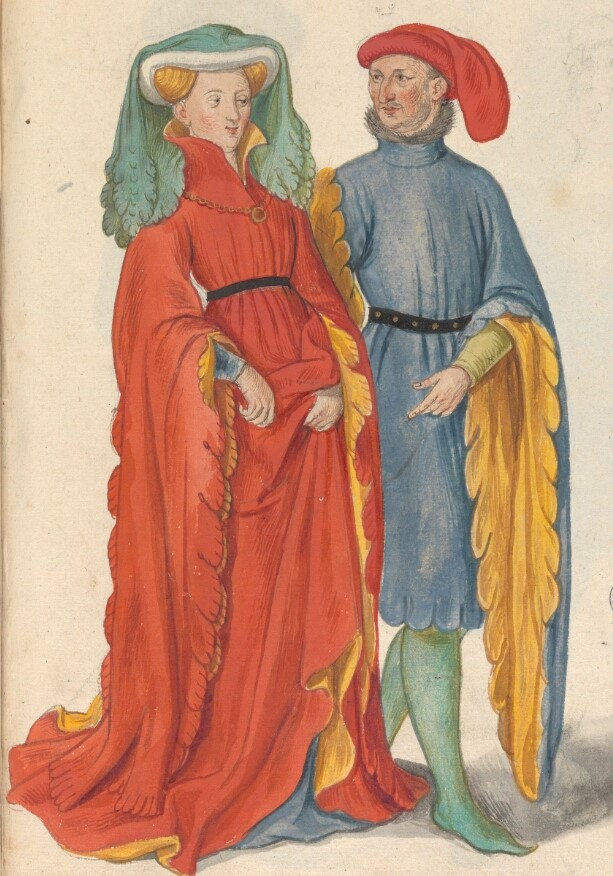
Фландрийский барон с супругой XV в.
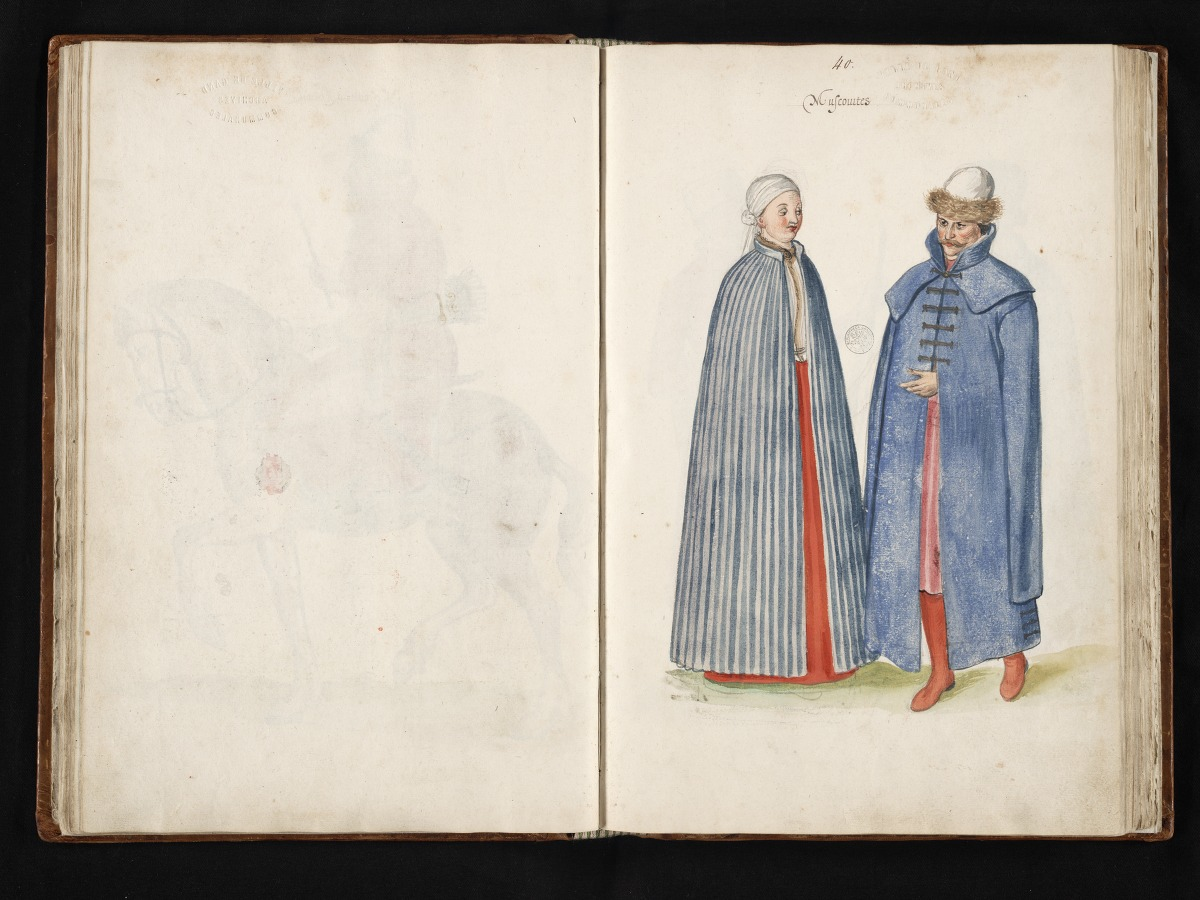
«Московиты» — житель Московской Руси с супругой
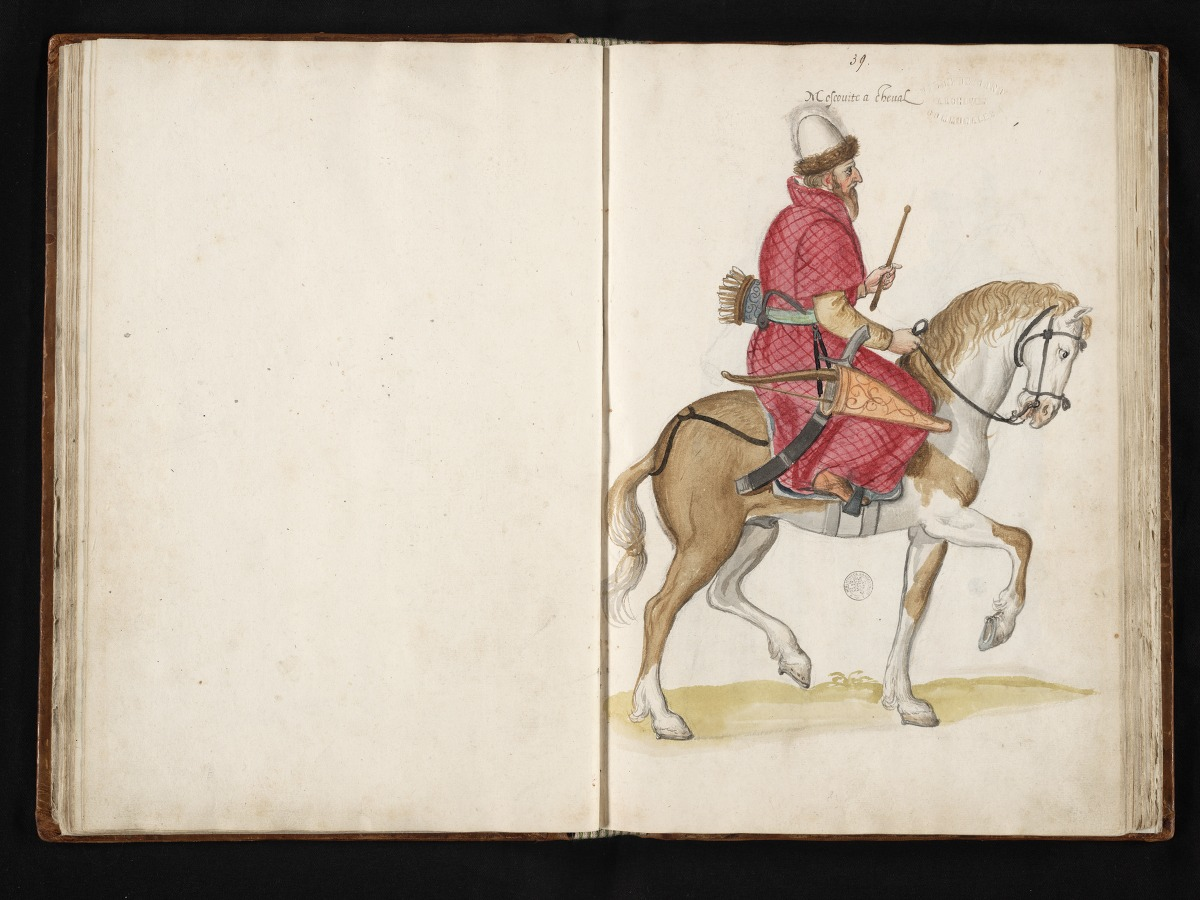
Русский всадник в тегиляе
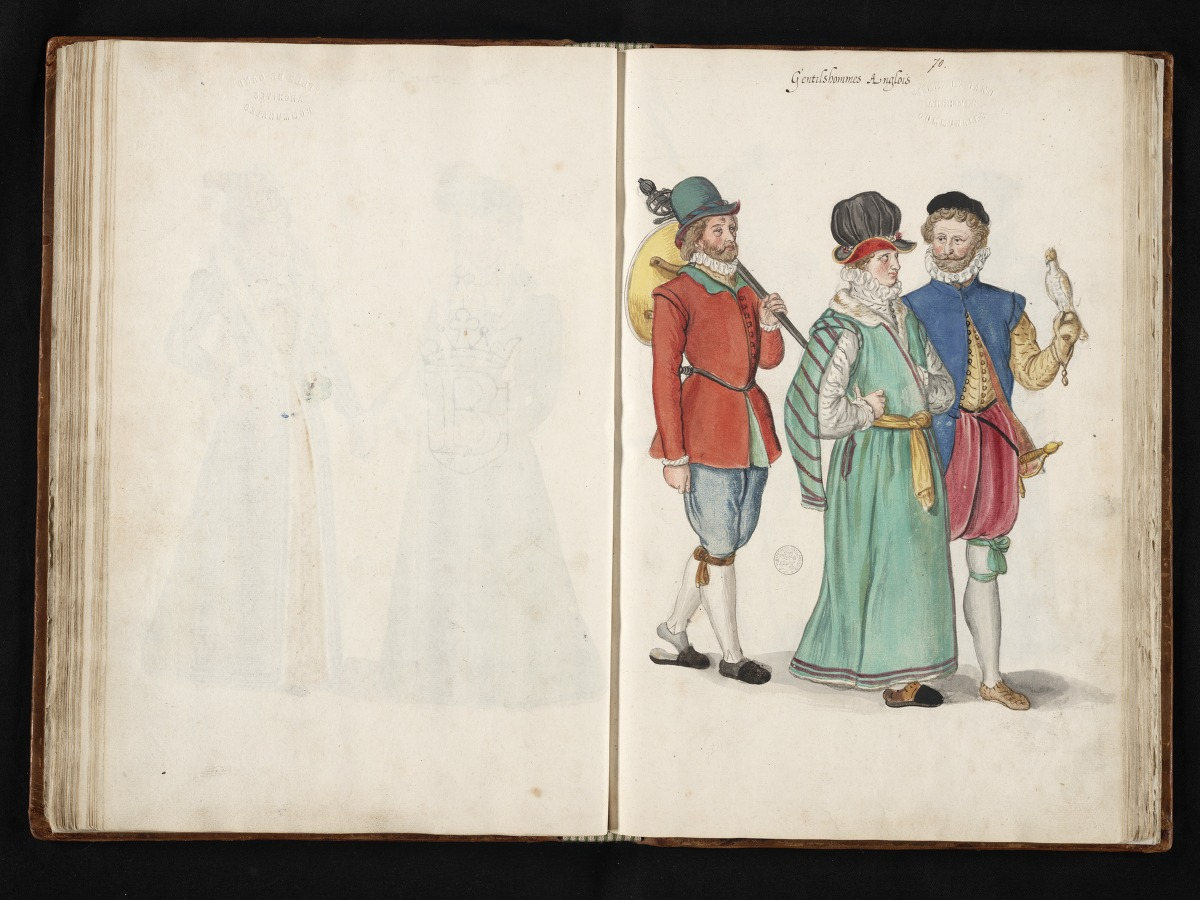
Английский джентльмен с супругой и слугой
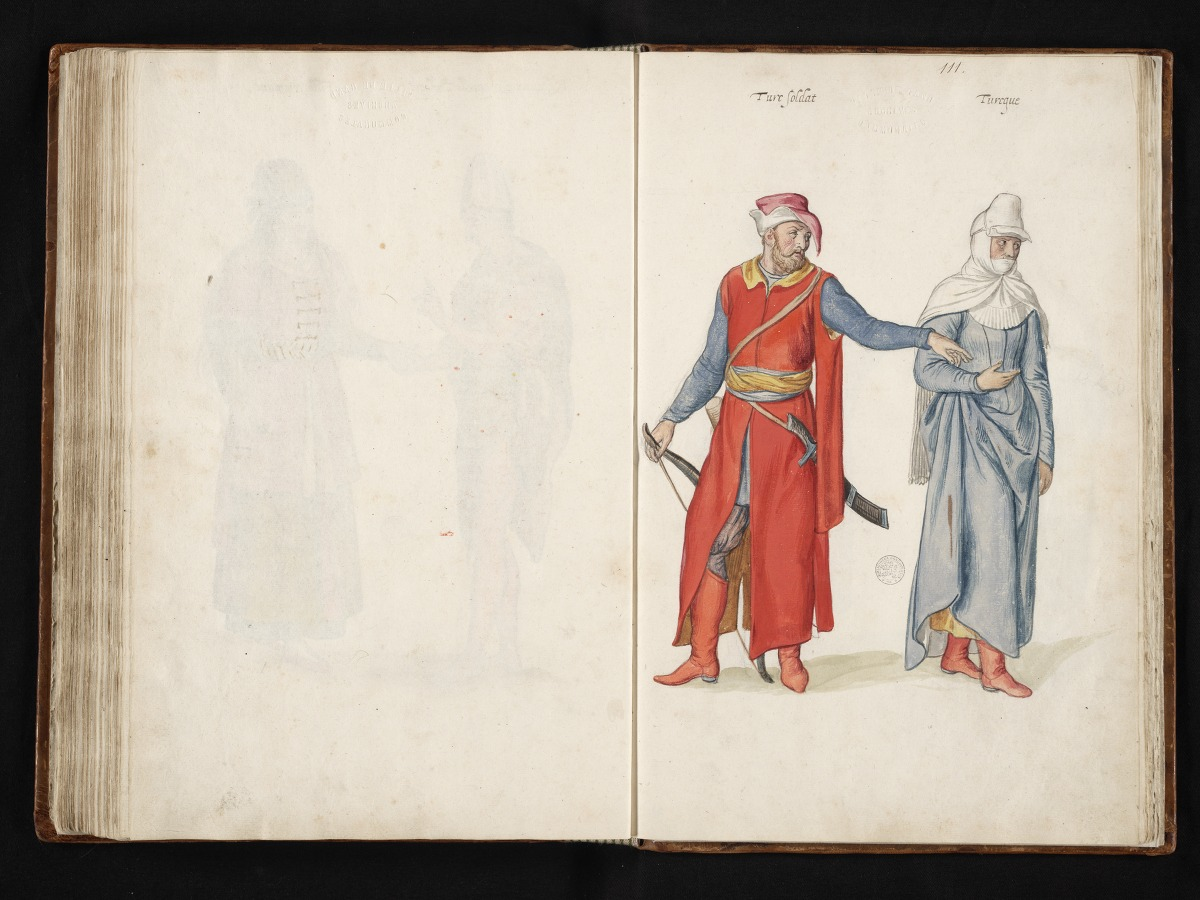
Османский аскер с супругой
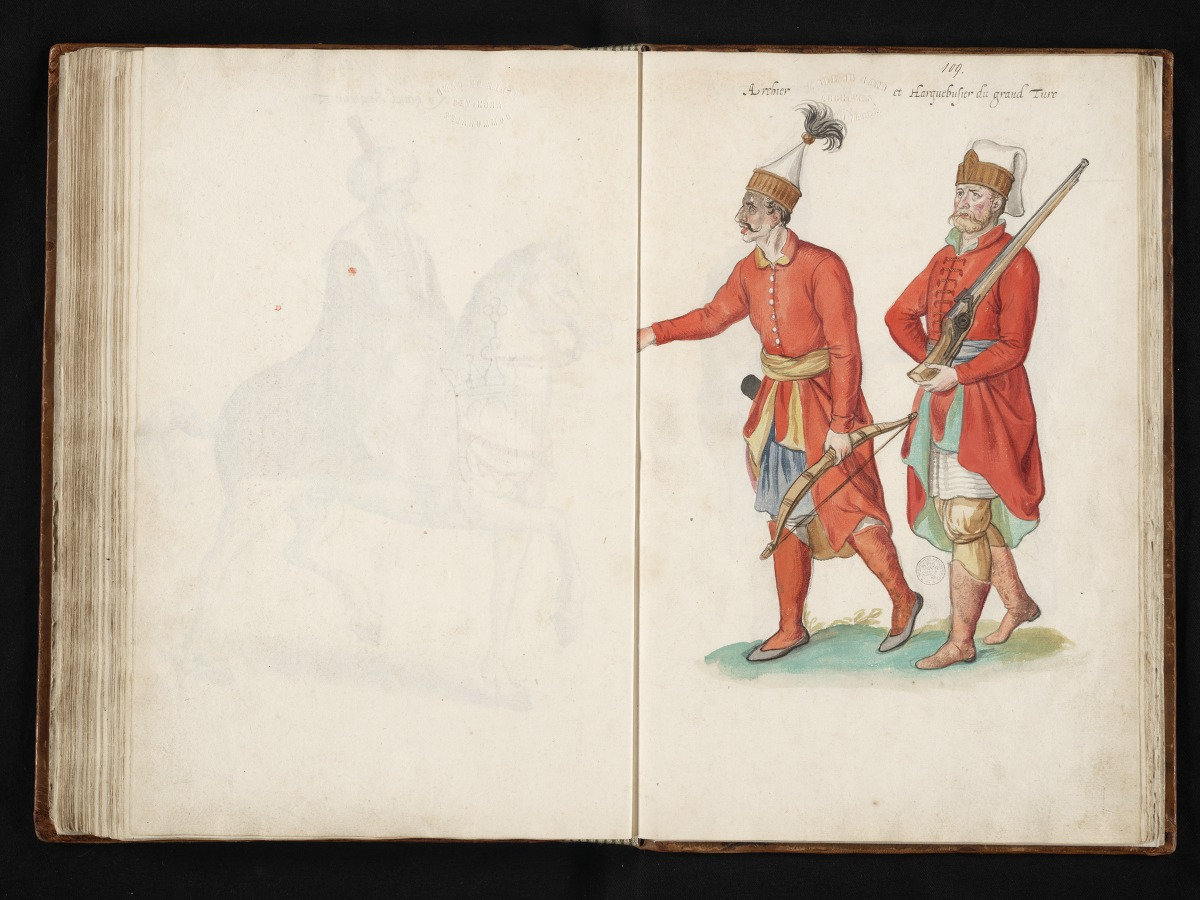
Янычар и османский лучник
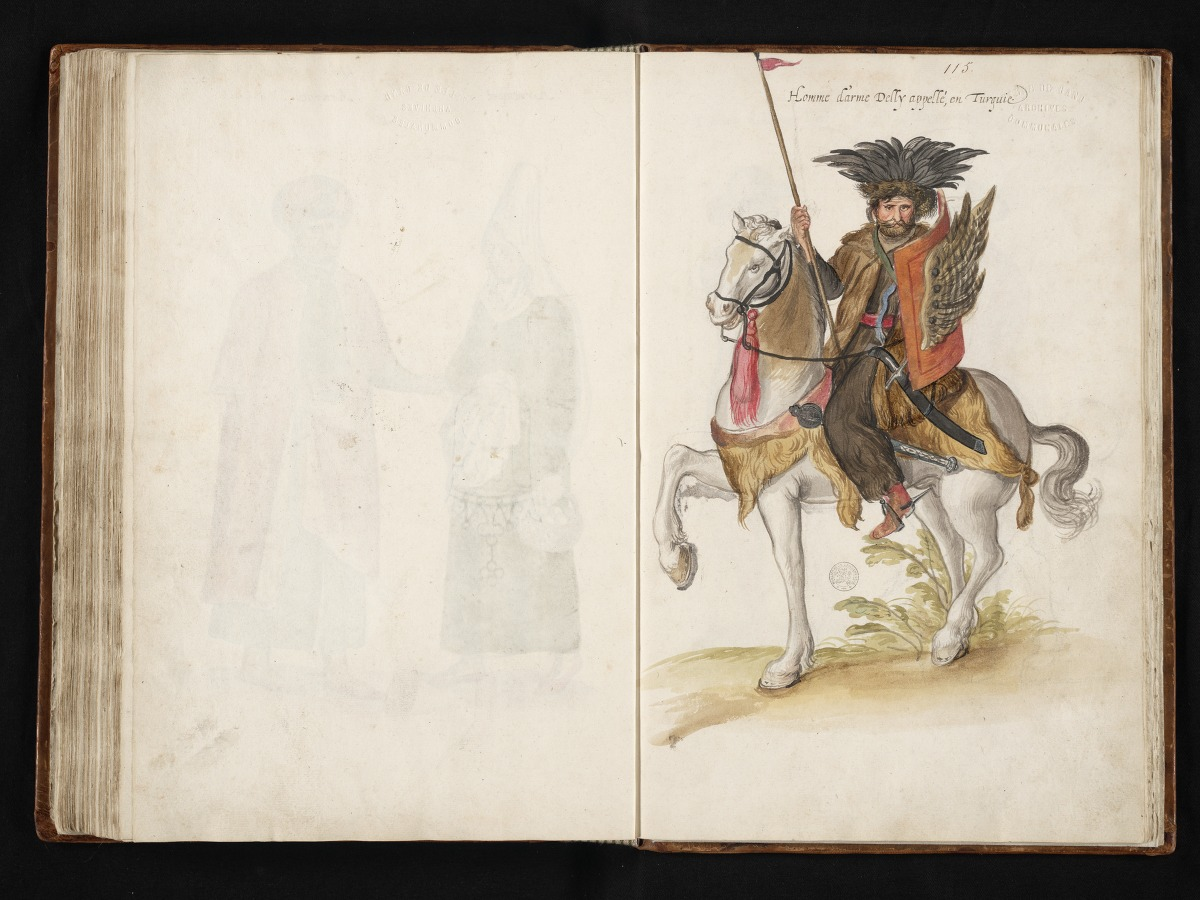
Османский всадник-дели
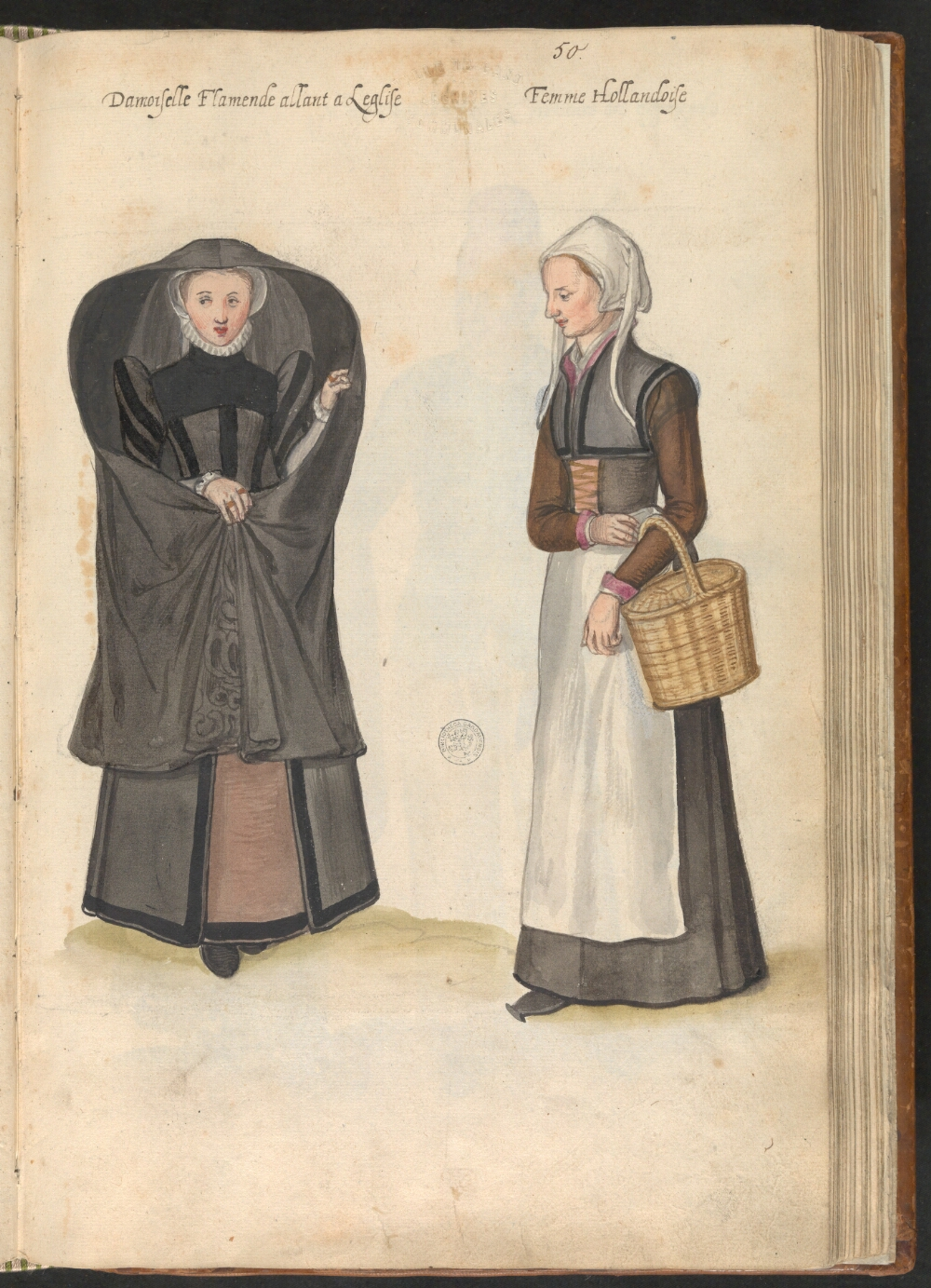
Фламандка и голландка
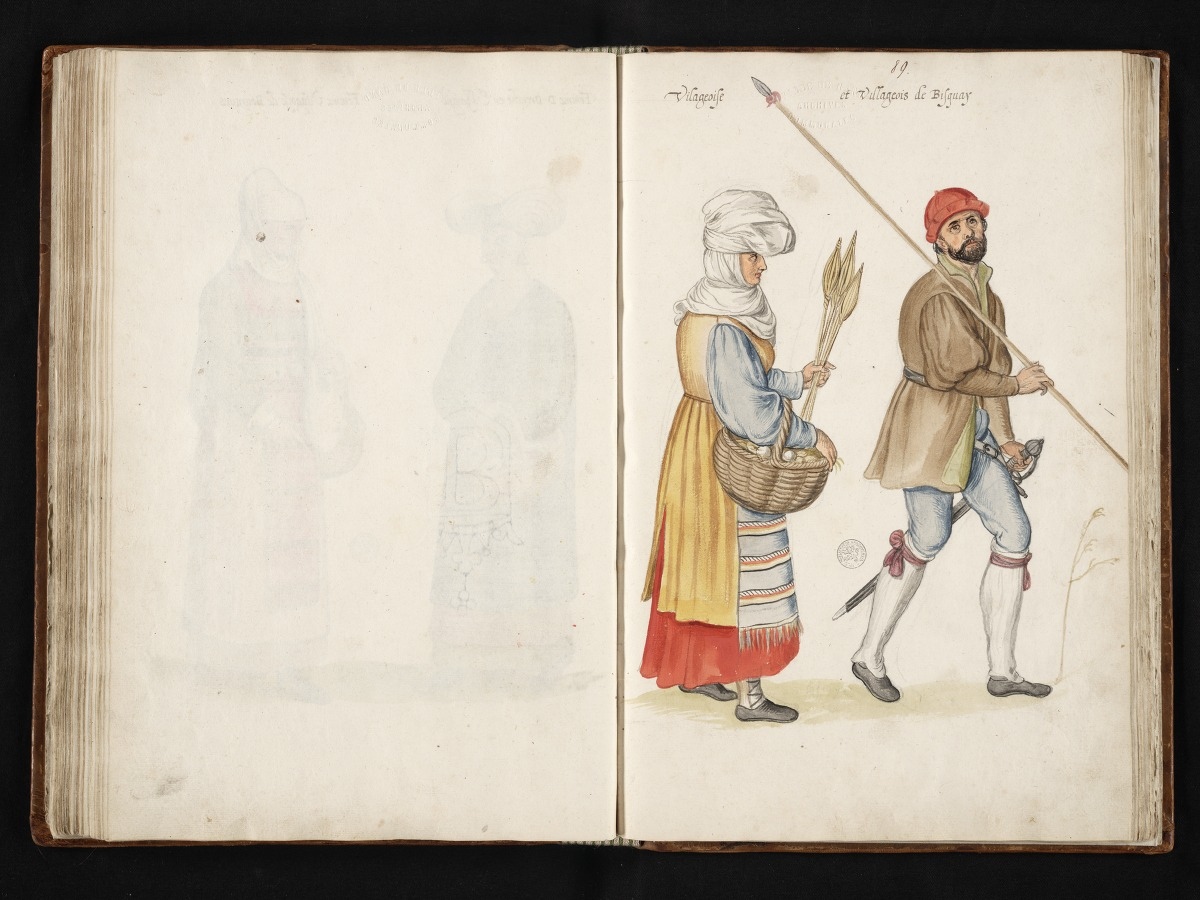
Бискайские крестьяне